# Tin nhắn (Google)
Messages (trước đây được gọi là Android Messages) là một ứng dụng nhắn tin SMS, RCS và nhắn tin tức thời được phát triển bởi Google cho các hệ điều hành di động Android và Wear OS, đồng thời cũng có sẵn trên Web. Messages là nền tảng nhắn tin đa năng chính thức của Google cho hệ sinh thái Android, tương tự như iMessage trên thiết bị Apple.

## Lịch sử
Mã nguồn gốc của ứng dụng nhắn tin SMS Android được phát hành vào năm 2009 và được tích hợp vào hệ điều hành. Ứng dụng này đã được phát hành dưới dạng một ứng dụng độc lập không phụ thuộc vào Android với việc phát hành Android 5.0 Lollipop vào năm 2014, thay thế Google Hangouts làm ứng dụng nhắn tin SMS mặc định trên dòng điện thoại Nexus của Google.
Năm 2018, Messages đã áp dụng tin nhắn RCS và được phát triển để gửi các tệp dữ liệu lớn hơn, đồng bộ hóa với các ứng dụng khác và thậm chí tạo tin nhắn hàng loạt. Đây là sự chuẩn bị cho việc Google ra mắt messages for web.
Vào tháng 12 năm 2019, Google bắt đầu giới thiệu hỗ trợ cho nhắn tin Rich Communication Services (RCS) thông qua dịch vụ RCS do Google lưu trữ, được gọi trong giao diện người dùng là "tính năng trò chuyện". Tiếp theo là việc triển khai toàn cầu rộng rãi hơn trong suốt năm 2020. Ứng dụng đã vượt qua 1 tỷ lượt cài đặt vào tháng 4 năm 2020, tăng gấp đôi số lượng cài đặt trong vòng chưa đầy một năm.
Ban đầu, RCS không hỗ trợ mã hóa đầu cuối. Vào tháng 6 năm 2021, Google đã giới thiệu mã hóa đầu cuối trong Messages theo mặc định bằng cách sử dụng Signal Protocol, cho tất cả các cuộc trò chuyện RCS dựa trên một đối một, cho tất cả các cuộc trò chuyện nhóm vào tháng 12 năm 2022 cho người dùng beta, và cho tất cả người dùng vào tháng 8 năm 2023.
Bắt đầu với Samsung Galaxy S21, Messages thay thế ứng dụng Messages do Samsung phát triển làm ứng dụng nhắn tin mặc định cho One UI cho một số khu vực và nhà mạng. Vào tháng 4 năm 2021, ứng dụng bắt đầu nhận được các sửa đổi giao diện người dùng trên thiết bị Samsung để tuân theo các khía cạnh của One UI, bao gồm đẩy đầu danh sách tin nhắn về phía giữa màn hình để cải thiện công thái học.
Vào tháng 2 năm 2023, Google bắt đầu thay thế các tham chiếu đến "tính năng trò chuyện" trong giao diện người dùng Messages bằng "RCS". Vào tháng 8 năm 2023, Google tuyên bố rằng Messages sẽ sử dụng RCS theo mặc định cho tất cả người dùng trừ khi họ chọn không tham gia, để cho phép họ hưởng lợi từ nhắn tin an toàn.